# 別列斯托韋 (布利茲紐基區)
48°43′40″N 36°36′7″E / 48.72778°N 36.60194°E
貝雷斯托韋（烏克蘭語：Берестове）是位於烏克蘭東部的村莊，由哈爾科夫州洛佐瓦區布利茲紐基市鎮的多布羅維利亞村委會負責管轄。該村始建於1858年，面積0.16平方公里，海拔高度121米，2001年人口104。